# 帕丘卡

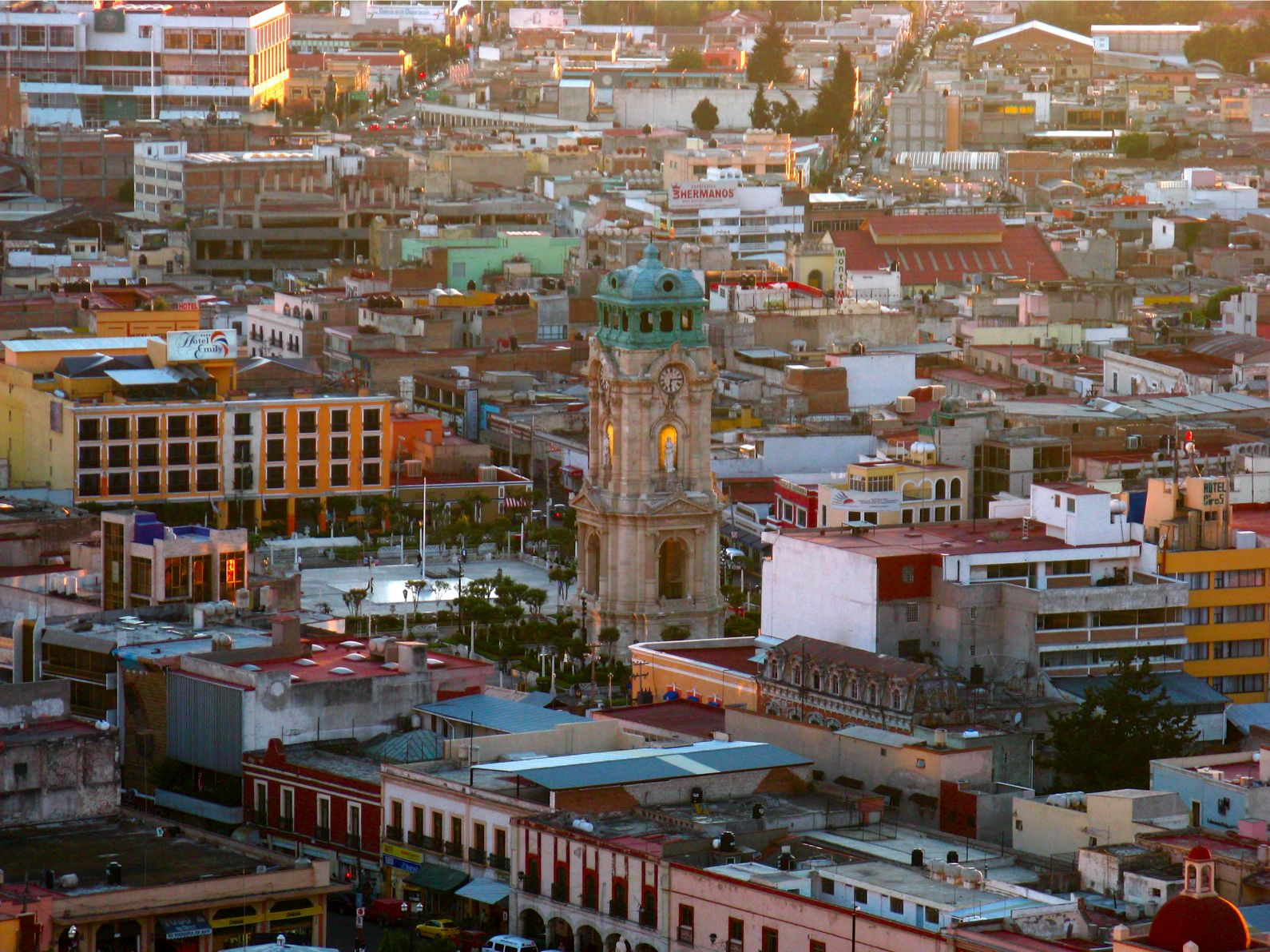
帕丘卡

帕丘卡，墨西哥伊达尔戈州首府，位于该州中部偏南。该市总人口275,578(2005)。
帕丘卡濒临阿韦尼达斯河，市内平均海拔约2000米。